# Hyalopsocus striatus
Hyalopsocus striatus är en insektsart som först beskrevs av Walker 1853.  Hyalopsocus striatus ingår i släktet Hyalopsocus och familjen storstövsländor. Inga underarter finns listade i Catalogue of Life.